# Cheetah Mobile
Cheetah Mobile Inc (猎豹移动公司) é uma empresa chinesa de internet móvel com sede em Pequim, China.
Sendo a criadora de alguns dos aplicativos móveis globais mais populares, ele tem mais de 634 milhões de usuários ativos mensalmente em janeiro de 2017.
Em 10 de março de 2020, todos os aplicativos criados pela Cheetah Mobile, juntamente com os aplicativos de benchmarking AnTuTu, foram banidos da Google Play Store devido a adwares e malware perigosos encontrados nesses aplicativos.

## História

### Formação
A empresa foi criada em 2010 como uma fusão da Kingsoft Security e da Conew Image, e cresceu e se tornou o segundo maior fornecedor de software de segurança da Internet na China, segundo a iResearch. A empresa está localizada na 1.ª Yaojiayuan South Rd, Distrito de Chaoyang, Pequim, China.

### Oferta pública inicial
Em 2014, a Cheetah Mobile lançou um IPO vendendo doze milhões de American Depositary Shares a quatorze dólares por ação e, assim, levantou 168 milhões de dólares. O IPO foi gerenciado pelo Morgan Stanley, JP Morgan Chase & Co. e Credit Suisse Group. Kingsoft e Tencent são os principais investidores da Cheetah Mobile, com 54% e 18%, respectivamente.

### Pós IPO
No final de 2015, a Cheetah Mobile anunciou que havia firmado uma parceria estratégica global com o Yahoo. A empresa incorporou as plataformas de busca e publicidade nativa do Yahoo em seus próprios aplicativos. Como resultado disso, a Cheetah Mobile declarou que sua receita gerada pelo Yahoo aumentou 30% diariamente nas primeiras duas semanas.
Em fevereiro de 2016, a Cheetah Mobile e a Cubot lançaram o CheetahPhone, um smartphone baseado no Android 6.0 Marshmallow, no MWC em Barcelona, Espanha.

### Aquisição
Em 2 de agosto de 2016, a Cheetah Mobile anunciou a aquisição de uma startup francesa News Republic por 57 milhões de dólares. News Republic é um agregador de notícias.

## Produtos
Os produtos suportados por anúncios da Cheetah Mobile incluem:
- Clean Master for PC — Ele afirma melhorar o desempenho apagando arquivos indesejados e otimizando a memória do dispositivo. Está disponível uma versão premium que recupera arquivos perdidos e atualiza drivers, entre outras reivindicações. Está disponível para PC e Android.[14]
- CM Browser — um navegador web baseado no Chromium, que afirma ser o primeiro navegador de segurança de núcleo duplo na China.[15][16]

### Jogos
- Big Bang 2048 — Semelhante ao jogo 2048, mas com números substituídos por animais.[17]
- Just Get 10 — Um quebra-cabeça em que os jogadores tocam peças adjacentes com o mesmo número, que serão exibidas. Tocar novamente mescla a posição para onde foi tocada.[18]
- Don't Tap The White Tile — os jogadores devem evitar ladrilhos brancos.[19]
- Piano Tiles 2: Don't Tap The White Tile 2 — A sequência de Don't Tap The White Tile, incluindo nova jogabilidade e músicas.[20]
- Rolling Sky — Um jogo em ritmo acelerado, onde os jogadores devem rolar uma bola através de diferentes níveis.
- Tap Tap Dash — Um jogo em ritmo acelerado, onde os jogadores devem tocar para impedir que seus personagens caiam da plataforma em diferentes níveis.[21]
- Dancing Line — Um jogo de ritmo para bater o ritmo.
- Arrow.io — um jogo de arco e flecha que varia em quatro arenas.
- Tap Tap Fish: AbyssRium — um jogo de aquário marinho cujo objetivo é coletar todos os peixes escondidos.

### Aplicações móveis
- AnTuTu
- Armorfly — Um navegador que afirma ter alta privacidade e segurança.
- Battery Doctor — Reivindica estender o tempo de espera da bateria do smartphone.[22]
- Clean Master — Reivindica melhorar o desempenho do smartphone e liberar espaço de armazenamento, apagando arquivos indesejados, otimizando a memória e fornecendo proteção total contra vírus, cavalos de Troia e outros malwares. Existe uma controvérsia significativa online sobre se o aplicativo é realmente eficaz ou não.[23][24][25][26]
- Cloud Space of CM Security — Uma ferramenta de backup na nuvem para fazer backup de fotos, registros de chamadas, informações de contato e mensagens SMS do usuário.
- CM Backup — Um serviço de backup em nuvem.[27][28]
- CM Browser — Um navegador web móvel com funções de segurança antivírus.[29]
- CM Flashlight — Um aplicativo de lanterna suportado por anúncios com uma bússola integrada.[30]
- CM Keyboard — Um aplicativo de teclado que permite personalizar o teclado do telefone.
- CM Launcher 3D — Launcher compatível apenas com dispositivos Android.[30]
- CM Locker — Um aplicativo de tela de bloqueio para Android.[carece de fontes?]
- Security Master — Um aplicativo antivírus para telefones Android.[31]
- CM Security VPN — Um aplicativo VPN gratuito.
- CM Speed Booster — Um otimizador para Android.
- CM Swipe — Uma ferramenta de acesso rápido para facilitar o acesso a aplicativos e ferramentas com apenas uma mão.
- CM TouchMe — Uma ferramenta assistiva para acessar rapidamente operações ou aplicativos do sistema, inspirada na ferramenta de toque assistencial no iOS.
- CM Transfer — Uma ferramenta de transferência de arquivos para trocar fotos, vídeos, músicas e aplicativos offline.
- CM QR Code & Bar Code Scanner — Uma ferramenta de scanner de código QR suportada por anúncios, oculta em QR & Códigos de Barras.
- File Manager — Popular para Android, comprado no início de 2014 pela Rhythm Software, com sede em Haidian, Pequim, China.[32]
- GoTap! — Uma ferramenta de gerenciamento de dados que pretende ajudar os usuários a gerenciar ou reduzir o uso de dados móveis e a bateria.
- Heartbleed Scanner — Um aplicativo de scanner de vírus heartbleed que verifica o sistema operacional Android para verificar se o dispositivo está vulnerável à exploração Heartbleed de 2014.
- Notification Cleaner — Uma ferramenta de gerenciamento de notificações.
- Photo Grid — Aplicativo de criação de colagem de fotos. Os usuários podem criar efeitos únicos com qualquer combinação de fotografias.[33]
- QuickPic Gallery — Um aplicativo de galeria de fotos,[34] o qual foi adquirido da equipe Q-Supreme em 2015.[35]
- Ransomware Killer — Um aplicativo "matador" de vírus de ransomware que afirma "matar" malware em um telefone Android infectado.
- Simplelocker Cleaner — Um aplicativo de limpeza que executa uma verificação completa de um dispositivo Android e verifica, por exemplo, se um vírus Cryptolocker está presente. Alega usar uma solução anti-sequestro especial para remover uma infecção.
- Speed Test — Uma ferramenta de teste de velocidade Wi-Fi que ajuda a verificar as conexões Wi-Fi, verificar a segurança e a velocidade da conexão e otimizar a velocidade.[carece de fontes?]
- Struts 2 Web Server Scanner — Um aplicativo de scanner que verifica o histórico do navegador web e detecta se sites visitados recentemente são afetados pela falha do Struts 2.
- Stubborn Trojan Killer — Um aplicativo antivírus móvel que afirma se livrar de trojans teimosos que não podem ser excluídos por outros aplicativos antivírus comuns.[36]
- WhatsCall — Um aplicativo de chamadas com chamadas globais e seguras gratuitas.
- 2Face — Um aplicativo de gerenciamento de contas para acesso simultâneo instantâneo a duas cópias exatas de aplicativos, como aplicativos sociais, de jogos e de mensagens em um único dispositivo.

### IA
- Artificial Intelligence — plataforma de tecnologia de IA para alimentar a linha completa de produtos Cheetah Mobile.[37]
- OrionOS — uma plataforma para dispositivos inteligentes em colaboração com o OrionStar[38]
- Cheetah Voicepod — um alto-falante de reconhecimento de voz baseado em IA
- Cheetah GreetBot — um robô recepcionista para lidar com clientes
- Cheetah FriendBot — um robô educacional para crianças
- Cheetah VendBot — um robô de máquina de venda automática[39]

### Comercial
- Cheetah Ads — a plataforma de anúncios auto-operada da Cheetah Mobile, que oferece uma ampla variedade de formatos de anúncio, desde anúncios gráficos e nativos de alto desempenho até vídeos verticais em tela cheia.[40]

### Big Data
- Cheetah Data — uma plataforma móvel global de análise de big data.[41]

## Controvérsias
Apesar da popularidade do seu aplicativo Clean Master para Android, foi relatado em 2014 que os anúncios que promovem o Clean Master manipulam os usuários do Android com táticas enganosas ao navegar em sites dentro da estrutura de publicidade do aplicativo. Em abril de 2014, Ferenc László Nagy, da Sophos Labs, capturou alguns anúncios pop-up que levavam ao Clean Master, avisando que o dispositivo havia sido infectado por um vírus.
Em julho de 2014, a Cheetah Mobile incentivou os usuários a desinstalar o Google Chrome e substituí-lo pelo próprio navegador da Cheetah Mobile durante o processo de limpeza e otimização do Clean Master. Essa prática permitiu à Cheetah Mobile obter uma posição injusta no mercado e levou a uma repressão da Google.

Em dezembro de 2018, a Cheetah Mobile foi envolvida em um esquema maciço de fraude de cliques, levando a Google a remover dois de seus aplicativos da Play Store. A Cheetah Mobile negou as acusações. Em fevereiro de 2020, a Google baniu quase seiscentos aplicativos na Play Store, incluindo todos os aplicativos da Cheetah Mobile "por violar nossa política de anúncios perturbadores e a política intersticial proibida".